# دبليو. ستانفورد ريد
دبليو. ستانفورد ريد هو مؤرخ كندي، ولد في 1913، وتوفي في 1996.